# Мачах
Мачах (якут. Мачах) — село в Верхоянском улусе Якутии России. Входит в состав Бабушкинского наслега.

## География
Село находится за Северным полярным кругом, у озёр Старый и Малах, вблизи реки Яны, на расстоянии 137 километров от административного центра улуса — посёлка Батагай и в 30  километрах от центра наслега — села Боронук.
Климат
Климат характеризуется как резко континентальный, с продолжительной морозной малоснежной зимой и коротким прохладным летом. Средняя температура воздуха самого тёплого месяца (июля) составляет 16-17 °C; самого холодного (января) −38   −48 °C. Среднегодовое количество атмосферных осадков составляет 150—300 мм. Снежный покров держится в течение 215—235 дней в году.

## История
Согласно Закону Республики Саха (Якутия) от 30 ноября 2004 года N 173-З N 353-III село вошло в образованное муниципальное образование Бабушкинский наслег.

## Население
| 2002 | 2010 | 2021 |
| ---- | ---- | ---- |
| 108  | ↘66  | ↗83  |

Национальный состав
Большинство жителей якуты.
Согласно результатам переписи 2002 года, в национальной структуре населения якуты составляли 91 % из 108 чел.

## Инфраструктура
Дизельная электростанция Верхоянских электрических сетей АО «Сахаэнерго».
Средняя общеобразовательная школа, учреждения здравоохранения и торговли находится в центре наслега — селе Боронук.
Оленеводство, рыбный и пушной промыслы.